# Halina Sosnowska
Halina Maria Wanda Sosnowska, de domo Żelechowska, primo voto Czarnocka (ur. 17 maja 1894 w Warszawie, zm. 22 sierpnia 1973 tamże) – polska działaczka niepodległościowa, zastępca dyrektora programowego Polskiego Radia.

## Biografia
Urodziła się w związku Jana Żelechowskiego i Marii z Kuligowskich, była spokrewniona z gen. Julianem Stachiewiczem. Naukę rozpoczęła w siedmioklasowej pensji Bronisławy Jastrzębowskiej, ukończyła ją w 1911 i wyjechała do Orenburga, gdzie przebywali wówczas jej rodzice. Ukończyła tam dwuletnie gimnazjum rządowe, a następnie wyjechała do Francji, gdzie rozpoczęła studia na Wydziale Filozofii na Sorbonie.
Po wybuchu I wojny światowej przerwała naukę i powróciła do Orenburga, gdzie zaangażowała się w działalność Polskiego Komitetu Pomocy Ofiarom Wojny. W 1917 opuściła Rosję i zamieszkała w Wilnie, gdzie pracowała jako nauczycielka. Po roku przeniosła się do Lwowa, gdzie działała w Komitecie Obrony Lwowa.
Pod koniec 1918 powróciła na ziemie polskie i wstąpiła do oddziału kobiecego Polskiej Organizacji Wojskowej, od roku akademickiego 1918/1919 studiowała na Uniwersytecie Warszawskim filozofię i psychologię. Jej wykładowcami byli m.in. Tadeusz Kotarbiński, Władysław Tatarkiewicz i Władysław Witwicki. Podczas studiów w 1920 zaangażowała się w działalność Sekcji Wywiadowczej Polskiego Czerwonego Krzyża. Rok później podjęła pracę w Polskiej Agencji Telegraficznej, gdzie zajmowała się dziennikarstwem i publicystyką, a od 1925 współpracowała z Polskim Towarzystwem Radiotechnicznym. Rok później ukończyła studia.
W 1930 otrzymała stanowisko sekretarza w Głównej Radzie Programowej Polskiego Radia, na którą wywarła duży wpływ m.in. wizytowała rozgłośnie regionalne. W 1931 została redaktorem Działu Wiadomości, swoje artykuły publikowała w czasopiśmie "Radjo". W 1932 napisała m.in. "Nowy układ programów Polskiego Radia" i "Nowy program muzyczny Polskiego Radia", promowała edukacyjną funkcję radia, która była realizowana poprzez nadawanie audycji dla szkół. Jako przyczyny wprowadzanych zmian podawała "wzgląd na przynależność słuchaczy do poszczególnych grup zawodowych" oraz porównywanie z programami stacji nadawców zagranicznych. Rok później otrzymała awans na stanowisko kierownika Referatu Rozgłośni Regionalnych, a na początku 1935 powierzono jej funkcję wicedyrektora programowego Polskiego Radia, w tym samym roku została odznaczona Złotym Krzyżem Zasługi.
Halina Sosnowska była postrzegana jako profesjonalistka, nieco chłodna i wyjątkowo opanowana, odważnie kreująca polityką personalną radia, nie ulegała stereotypom i zwalczała uprzedzenia religijne i poglądowe. Nie pozwalała wprowadzać zasad powszechnego wówczas antysemityzmu, a także nie utrudniała rozwojowi kariery zawodowej osobom o przekonaniach komunistycznych. Oceniała współpracowników przez pryzmat profesjonalizmu i zaangażowania w pracę zawodową. To dzięki niej współpracę z Polskim Radiem nawiązali m.in. Tadeusz Byrski, Józef Czechowicz, Ignacy Fik, Witold Hulewicz, Janusz Korczak, Czesław Miłosz, Jan Parandowski i Lucjan Szenwald.
Podczas Mistrzostw Świata w Narciarstwie Klasycznym, które odbyły się w lutym 1939 w Zakopanem, osobiście kierowała ekipą sprawozdawców. Po wybuchu II wojny światowej powierzono jej organizację rozgłośni naczelnego wodza w Baranowiczach, niestety Luftwaffe zbombardowało tamtejszą radiostację uniemożliwiając realizację planów.
W randze porucznika Związku Walki Zbrojnej, a następnie Armii Krajowej używając pseudonimu "Maria" aktywnie angażowała się w działalność ruchu oporu. W swoim mieszkaniu przy ulicy Filtrowej 17 w Warszawie prowadziła jadłodajnię, która była miejscem kontaktów konspiracyjnych. Wspólnie z Wandą Pełczyńską z ramienia Komendy Głównej Armii Krajowej zajmowały się wyszukiwaniem bezpiecznego lokum dla osób zagrożonych aresztowaniem.
Po upadku powstania warszawskiego razem z mężem Zbigniewem Sosnowskim (1893–1964) znalazła się w obozie przejściowym Dulag 121 w Pruszkowie, skąd udało im się uciec. Po zakończeniu działań wojennych powróciła do Warszawy, w październiku 1945 przyłączyła się do Organizacji Wolność i Niezawisłość, stanęła na czele Wydziału Informacji i Wywiadu, posługiwała się pseudonimem "Łuna" i "F-14". Dzięki jej zdolnościom organizacyjnym powstała komórka nasłuchu radiowego, liczne skrzynki kontaktowe oraz komórka fotograficzna. Należała do organizatorów i działaczy Komitetu Porozumiewawczego Organizacji Demokratycznych Polski Podziemnej. 

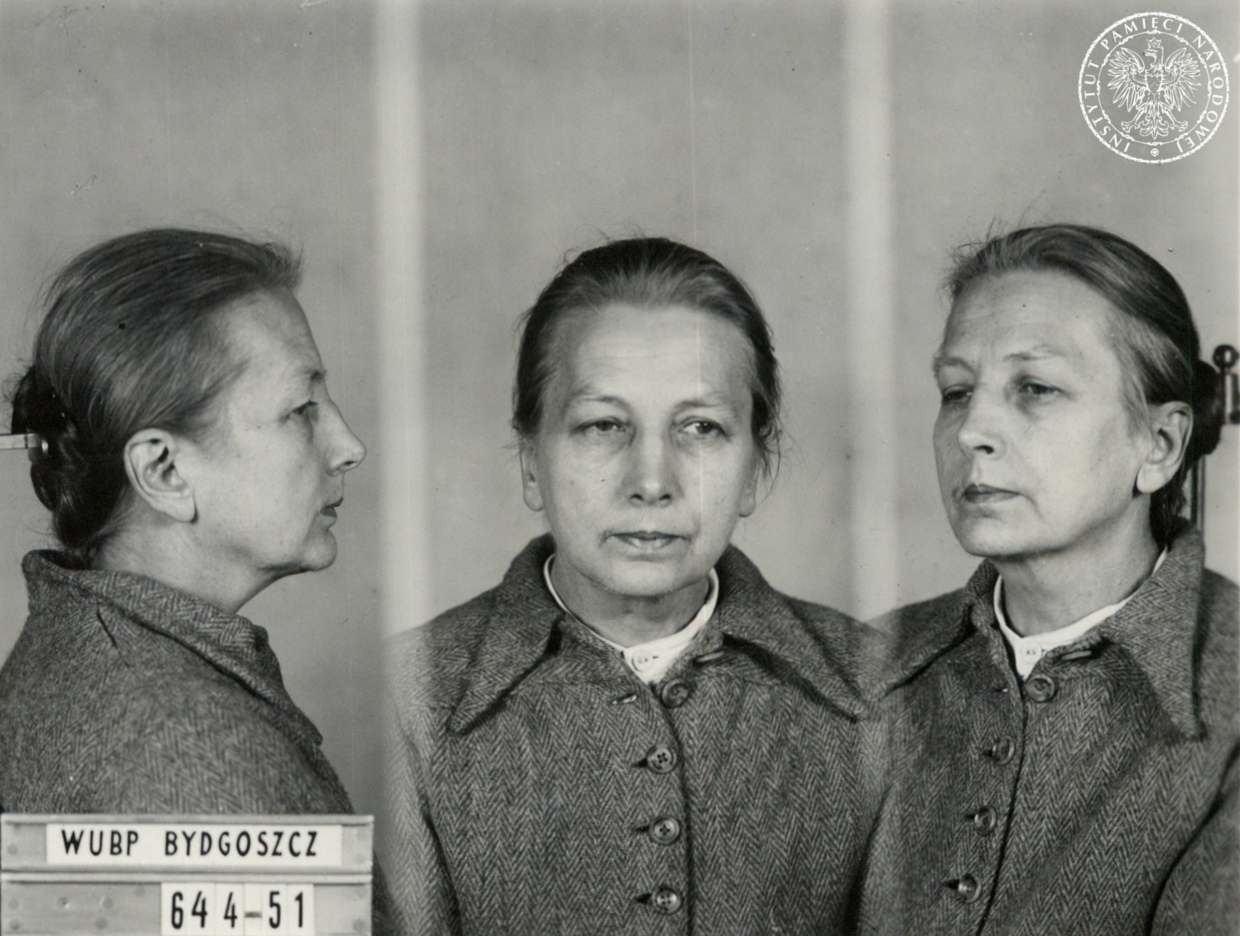
Zdjęcie sygnalityczne Haliny Sosnowskiej wykonane podczas pobytu w więzieniu

Działalność Haliny Sosnowskiej przerwało aresztowanie 19 listopada 1946 przez funkcjonariuszy Urzędu Bezpieczeństwa. Została osadzona w więzieniu mokotowskim, gdzie oskarżono ją o działalność wywrotową, zaangażowanie w organizacji Wolność i Niezawisłość oraz szpiegostwo na rzecz obcych mocarstw. Wyrok zapadł 17 lutego 1947, Halina Sosnowska została skazana na dożywotnie więzienie, przepadek majątku i utratę praw publicznych. Wzywano ją na rozprawy, w których sądzono innych działaczy WiN (m.in. Wacława Alchimowicza), ale odmawiała składania zeznań. Wielokrotnie zmieniano miejsce osadzenia, najdłużej przebywała w zakładzie karnym w Inowrocławiu. Na mocy decyzji Naczelnej Prokuratury Wojskowej po odbyciu dziesięciu lat więzienia została w kwietniu 1957 ułaskawiona. Ponieważ nie mogła znaleźć zatrudnienia zorganizowała chałupniczy zakład krawiecki, jej dom był miejscem spotkań inteligencji i opozycji. 

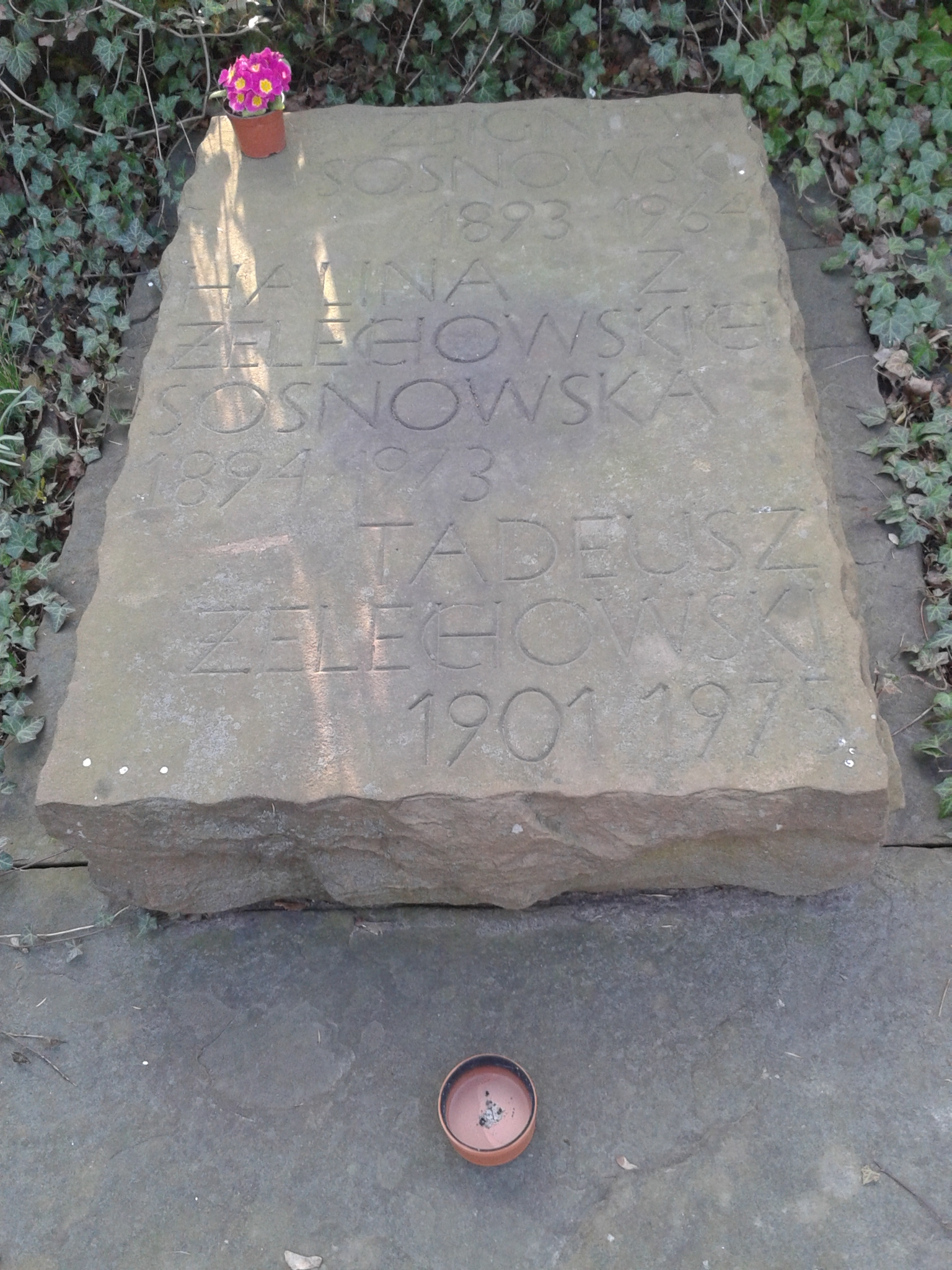
Grób Haliny i Zbigniewa Sosnowskich na Starych Powązkach (kw. 106, rząd 5, grób 13)

W 1969 doznała masywnego wylewu krwi do mózgu, została sparaliżowana oraz utraciła mowę i wzrok. Odeszła 22 sierpnia 1973 i spoczęła w grobowcu rodzinnym na Starych Powązkach (kw. 106, rząd 5, grób 13).
Decyzją sądu Warszawskiego Okręgu Wojskowego w dniu 17 lutego 1993 unieważniono wyrok z 1947.